# هیوستون
هیوستون پرجمعیت‌ترین شهر در ایالت تگزاس و چهارمین شهر پرجمعیت ایالات متحده آمریکا با جمعیتی بیشتر از ۷،۱۲۲،۲۴۰ نفر است. همچنین هیوستون به عنوان بزرگ‌ترین شهر در جنوب ایالات متحده شناخته می‌شود. هیوستون در سال ۱۸۳۶ بر روی کرانه Buffalo Bayo که هم‌اکنون تحت نام Allen's Landing شناخته می‌شود پایه‌گذاری شد و در پنجم ژوئن ۱۸۳۷ به عنوان شهر، جامعیت یافت.
موقعیت بندری، صنعت راه‌آهن و به دنبال آن کشف نفت در سال ۱۹۰۱ سبب شد تا رشد جمعت در این شهر، شتاب زیادی به خود بگیرد. در میانهٔ قرن بیستم به خانه‌ای برای مرکز پزشکی تگزاس (بزرگ‌ترین مرکز پزشکی-تحقیقاتی در دنیا) و مرکز فضایی ناسا (مرکز فضایی جانسون) که مرکز کنترل مأموریتهای ناسا می‌باشد تبدیل شد. اقتصاد هیوستون عمدتاً بر پایهٔ انرژی، ساخت و تولید، هوا-فضا و حمل و نقل استوار است. همچنین هیوستون در زمینهٔ مراقبتهای پزشکی و تولید تجهیزات نفتی از شهرهای پیشرو بوده و بعد از شهر نیویورک، مرکز بیشترین شرکت‌ها از بین ۵۰۰ شرکت پردرآمد برتر در رنکینگ مجلهٔ فورچن (فورچن ۵۰۰) است.
بندر هیوستون از نظر حجم مبادلات بین‌المللی، اولین و از نظر حجم کل مبادلات، دومین بندر در ایالات متحده می‌باشد. این شهر دارای طیف وسیعی از مردم با نژادها و مذاهب گوناگون بوده که آن را به متنوع‌ترین شهر در ایالت تگزاس و کل آمریکا بدل کرده‌است. هیوستون، خانهٔ بسیاری از انستیتوها و نمایشگاه‌های فرهنگی بوده که سالانه ۷ میلیون نفر را جذب محدودهٔ موزهٔ (Mueseum District) این شهر می‌کند. همچنین محدودهٔ تئاتر (Theater District) این شهر از نظر اجرای هنرهای نمایشی بسیار فعال است.

## پیشینه
هیوستون نام خود را از ژنرال سام هیوستون گرفته‌است که باعث شکست نهایی ارتش مکزیک و عقب‌نشینی آنان از تگزاس گردید.

## اقتصاد
هیوستون در عرصهٔ بین‌المللی با صنعت انرژی (به ویژه نفت و گاز طبیعی)، تحقیقات زیست-پزشکی و هوا-فضا شناخته می‌شود. همچنین منابع انرژی تجدیدپذیر (بادی و خورشیدی) پایه‌های اقتصادی رو به رشد این شهر می‌باشند. کانال کشتیرانی آن نیز بخش بزرگی از منابع اقتصادی آن می‌باشد. به دلیل این ویژگیها، گروه مطالعاتی جهانی سازی و شهرهای جهانی و همچنین شبکه مشاورهٔ مدیریت جهانی ای.تی. کرنی، به آن، عنوان شهر جهانی داده‌است. هیوستون از مناطق برتر برای بازار صادرات می‌باشد و طبق آمار منتشره توسط ادارهٔ مبادلات بین‌المللی وزارت تجارت آمریکا، در سال ۲۰۱۳ از شهر نیویورک نیز پیشی گرفت. در سال ۲۰۱۲، منطقهٔ هیوستون-شوگرلند-وودلندز ۱۱۰/۳ میلیارد دلار عایدات از طریق صادرات داشتند. در سال گذشته، محصولات نفتی، مواد شیمیایی و تجهیزات استخراج نفت و گاز، دو سوم صادرات کلانشهر هیوستون را شامل شدند. ۳ کشور اول که مقصد این صادرات بودند، کانادا، مکزیک و برزیل می‌باشند. هیوستون، منطقه‌ای پیشرو از جهت ساخت تجهیزات نفتی بوده و قسمت اعظم موفقیتهای آن، مدیون کانال کشتیرانی پرتردد آن است که رتبهٔ آن را از نظر مبادلات بین‌المللی در آمریکا، یک و همین‌طور، دهمین بندر بزرگ جهان ساخته‌است. برخلاف بسیاری از شهرها، قیمت بالای نفت و گازوئیل برای اقتصاد هیوستون سودمند می‌باشد و بسیاری از ساکنین آن در صنایع انرژی مشغول به کار هستند.تولید ناخالص داخلی (GDP) کلانشهر هیوستون (هیوستون-شوگرلند-وودلندز) در سال ۲۰۱۲، ۴۸۹ میلیارد دلار بوده که از این نظر در بین کلانشهرهای آمریکا رتبهٔ چهارم را داشته و از تولید ناخالص داخلی کشورهای استرالیا، ونزوئلا و آفریقای جنوبی بیشتر می‌باشد. به غیر از ایالات متحده، تنها ۲۶ کشور در دنیا دارای تولید ناخالص داخلی بالاتری از شهر هیوستون می‌باشند. در سال ۲۰۰۶، مجلهٔ فوربز، کلانشهر هیوستون را بهترین شهر برای تجارت و کار در تگزاس و سومین شهر در آمریکا معرفی کرد. ۹۲ کشور خارجی در این شهر دارای کنسولگری می‌باشند که از لحاظ تعداد، سومین شهر در ایالات متحده می‌باشد. ۴۰ کشور دنیا دارای دفاتر مبادلات تجاری در این شهر می‌باشند. همچنین ۲۳ اتاق بازرگانی فعال در آن وجود دارد. ۲۵ بانک خارجی از ۱۳ کشور نیز به ساکنین این شهر خدمات بانکی ارائه می‌کنند.
در سال ۲۰۰۸، سرمایه‌گذاری شخصی کیپلینگر، هیوستون را به عنوان بهترین شهر از لحاظ اقتصاد منطقه‌ای، فرصت شغلی، هزینه‌های زندگی و کیفیت زندگی رتبه‌بندی کرد. مجلهٔ فوربز آن را چهارمین شهر از لحاظ افزایش اختراعات تکنولوژیک محلی در ۱۵ سال اخیر نامید و در همان سال، دومین شهر از لحاظ دارا بودن بیشترین تعداد شرکتهای پر درآمد فورچن ۵۰۰، بهترین شهر برای فارغ التحصیلان دانشگاهی و بهترین شهر برای خرید خانه در رنکینگ فوربز شد. همچنین در سال ۲۰۱۰ مجلهٔ فوریز آن را بهترین شهر برای خرید کردن عنوان کرد. از دیگر رتبه‌های آن، رتبه یک توسط فوربز از لحاظ ارزش چک در سال ۲۰۱۲ و بهترین شهر برای اشتغال زایی در رتبه‌بندی ماه می ۲۰۱۳ می‌باشد. در سال ۲۰۱۳ اداره آمار ایالات متحده از نظر اشتغال زایی به این شهر رتبهٔ یک داد و این نه فقط به این دلیل بود که هیوستون اولین شهری بود که توانست پس از رکود اقتصادی تمامی شغلهای از دست رفته را حفظ کند. بلکه پس از رکود، به ازای هر شغل از دست رفته بیش از دو شغل تولید کرد.
از شرکتهای بزرگی که در این شهر مرکزیت دارند می‌توان آنادارکو، ماراتن اویل، سیسکو، کونوکو فیلیپس، سیتگو، و کامپک را نام برد.

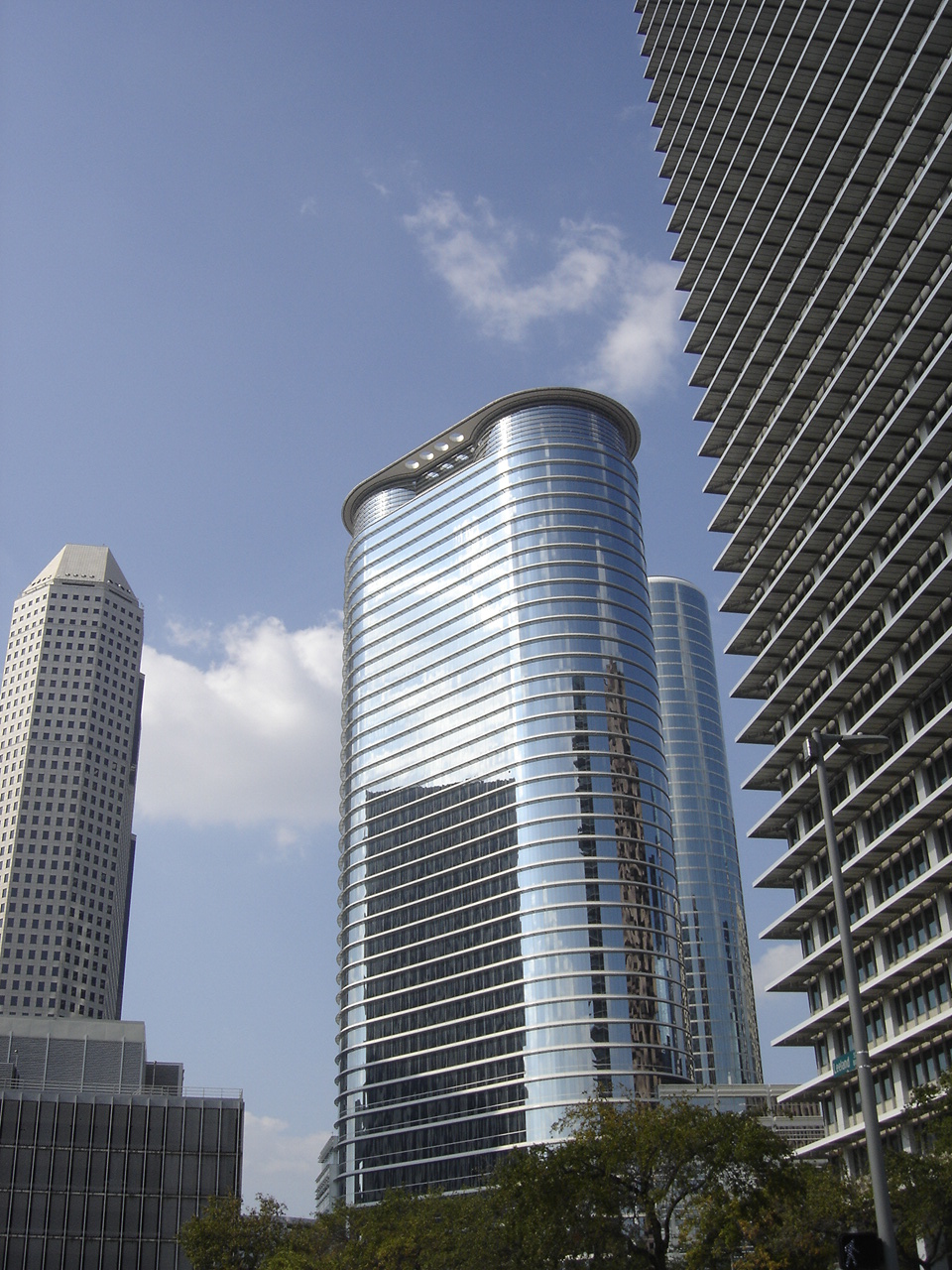
هیوستون چهارمین شهر پرجمعیت آمریکاست. از راست به چپ: ساختمان اکسان موبیل، برج ۱۵۰۰ خیابان لوئیزیانا، و برج کانتیننتال سنتر ۱

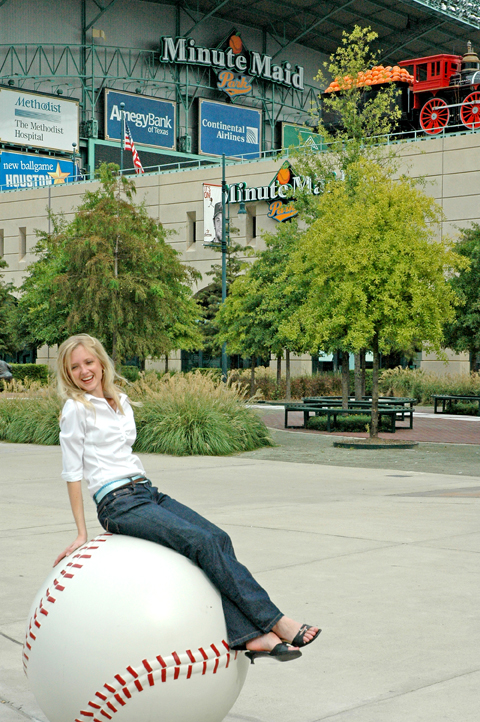
دختر هیوستونی بر روی یک ماکت توپ بیسبال جلوی ورزشگاه مینت مید پارک

## مراکز علمی-فرهنگی
مرکز فضایی جانسون در شهر هیوستن واقع است. از دانشگاه‌های بسیار معتبر هیوستون می‌توان دانشگاه‌های رایس، مرکز سرطان ام دی اندرسون دانشگاه تگزاس، دانشگاه هیوستون، و دانشکده پزشکی بیلور را نام برد.
در سال ۲۰۰۷ مرکز سرطان ام دی اندرسون دانشگاه تگزاس برترین مرکز درمانی سرطان ایالات متحده در میان مراکز تحقیقاتی-درمانی آمریکا شناخته شد.
از دانشگاه‌های دیگر این شهر می‌توان دانشگاه بپتیست هیوستون، دانشگاه زنان تگزاس و مرکز علوم درمانی دانشگاه تگزاس در هیوستون را نام برد.
دانشکده پزشکی بیلور در رده‌بندی ۱۰ دانشگاه برتر از ۱۵۰ دانشگاه علوم پزشکی در آمریکا در سال ۲۰۰۷ قرار دارد. سیستم کتابخانه شهری کتابخانه عمومی هیوستون ۳۷ شعبه عمومی دارد. موزه هنرهای عالی هیوستون، مرکز هنرهای نمایشی هابی و پارک هرمان از جذبه‌های دیگر شهر می‌باشند.

## ورزش
تیم هیوستون راکتز، از اعضای لیگ بسکتبال ان بی ای، از هیوستون می‌باشد. تویوتا سنتر خانه این تیم است. ورزشگاه مینت مید پارک نیز خانه تیم بیسبال هیوستون استروز (از لیگ دسته اول) آمریکا است.
در فوتبال آمریکایی نیز هیوستون خانه تیم هیوستون تکسانز است، و در فوتبال معمولی نیز تیم هیوستون دینامو تا کنون قهرمانی‌هایی را کسب کرده‌است.

## راه‌ها و امور نقلیه

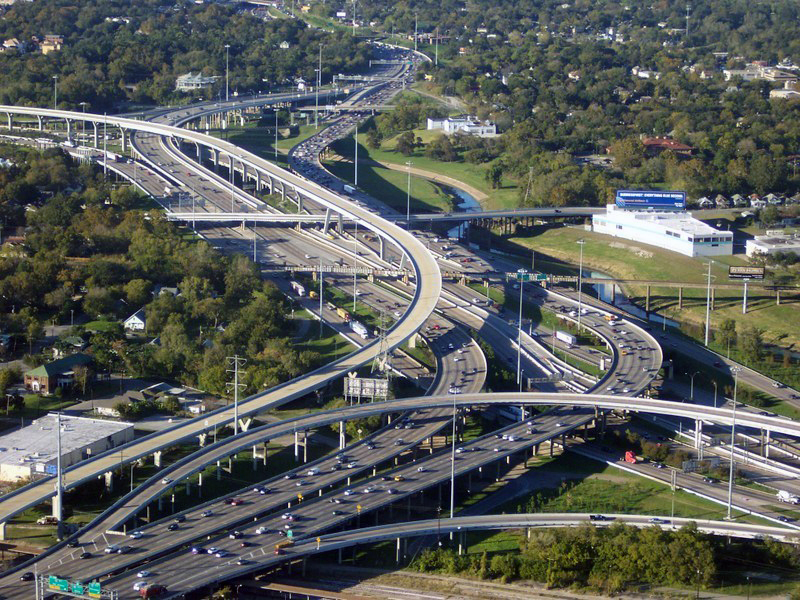
مرتبط

هیوستون به دلیل وسعت خود نیاز به ۳ مجموعه بزرگراه کمربندی دارد که هم‌مرکز می‌باشند. آزادراه میان‌ایالتی ۶۱۰ کمربندی مهم‌تر شهر است. فرودگاه بین قاره‌ای جرج بوش هیوستون، یکی از چهار فرودگاه اصلی شهر، و از بزرگ‌ترین و مجهزترین فرودگاه‌های کشور آمریکاست. کنتیننتال ایرلاینز در این شهر و فرودگاه مرکزیت دارد. فرودگاه ویلیام پی. هابی و فرودگاه ناحیه‌ای شوگرلند دو فرودگاه مهم دیگر شهر هستند.
پل فرد هارتمن بزرگ‌ترین پل ناحیه است و در جنوب این شهر قرار دارد. متروریل نام قطار شهری هیوستون است.

## شهرهای خواهر

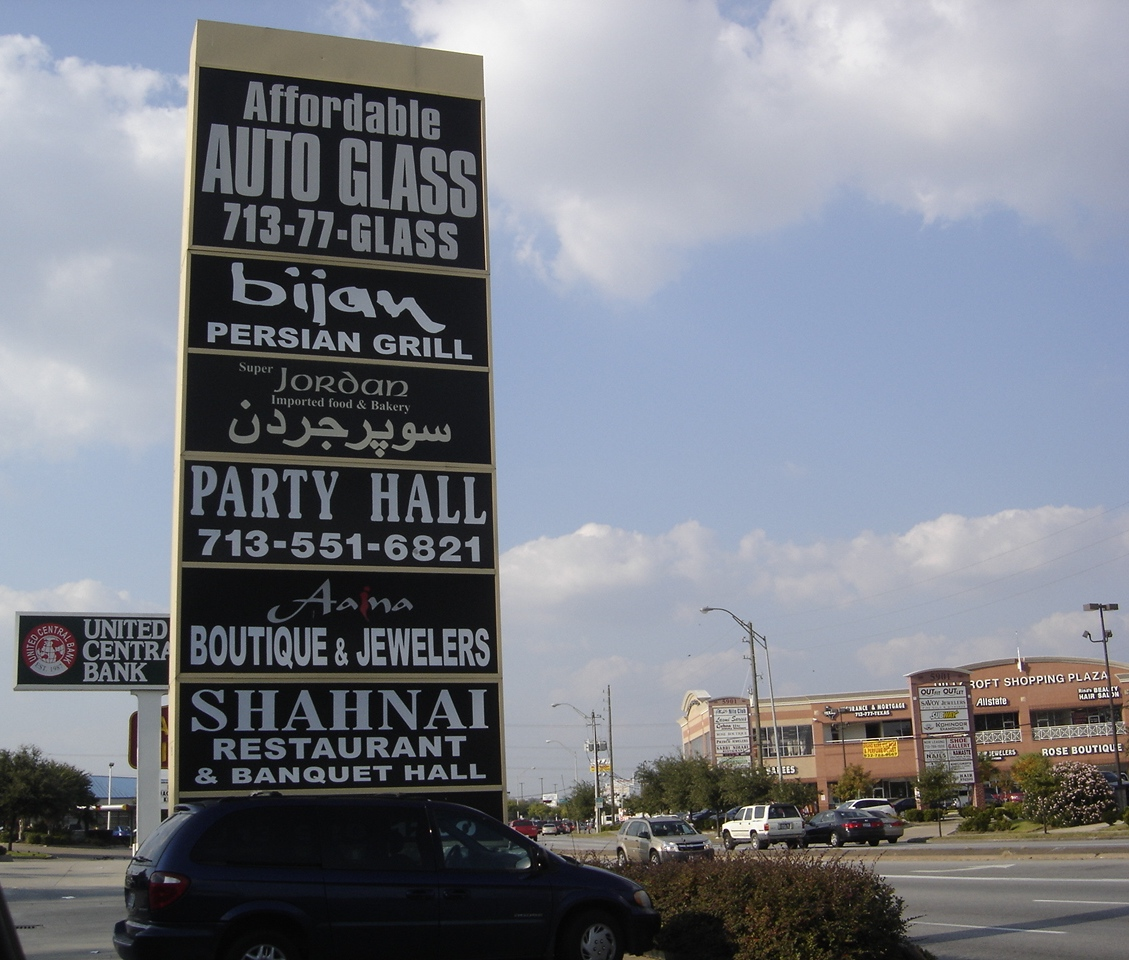
خیابانی در هیوستون.

| - ناحیه گرامپین، اسکاتلند، پادشاهی متحده (۱۹۷۹) - ابوظبی، امارات متحده عربی (۲۰۰۱) - باکو، جمهوری آذربایجان (۱۹۷۶) - چیبا، ژاپن (۱۹۷۳) - نانجینگ، چین - گوایاکوئیل، اکوادور (۱۹۸۷) - هوئلوا، اسپانیا (۱۹۶۹) - استانبول، ترکیه (۱۹۸۶) - لایپزیگ، آلمان (۱۹۹۳) |  | - لواندا، آنگولا (۲۰۰۳) - نیس، فرانسه (۱۹۷۳) - پرث، استرالیا (۱۹۸۳) - شنژن، چین (۱۹۸۶) - ستاوانگر، نروژ (۱۹۸۰) - تایپی، تایوان (۱۹۶۳) - تامپیکو، تاماولیپاس، مکزیک (۲۰۰۳) - تیومن، روسیه (۱۹۹۵) - کراچی، پاکستان (۲۰۰۸) |

## مکان‌ها
- مرکز کنوانسیون جرج براون
- مرکز بانک آو آمریکا
- برج ویلیامز
- برج جی‌پی مورگان چیس
- ولز فارگو پلازا
- کانتیننتال سنتر ۱
- ۱۵۰۰ خیابان لوئیزیانا
- باغ وحش هیوستون
- پارک دیسکاوری گرین
- خیابان مموریال درایو

## جستارهای مربوط به این شهر
- اداره پلیس هیوستون
- منطقه مدرسه‌ای مستقل هیوستون

## نگارخانه

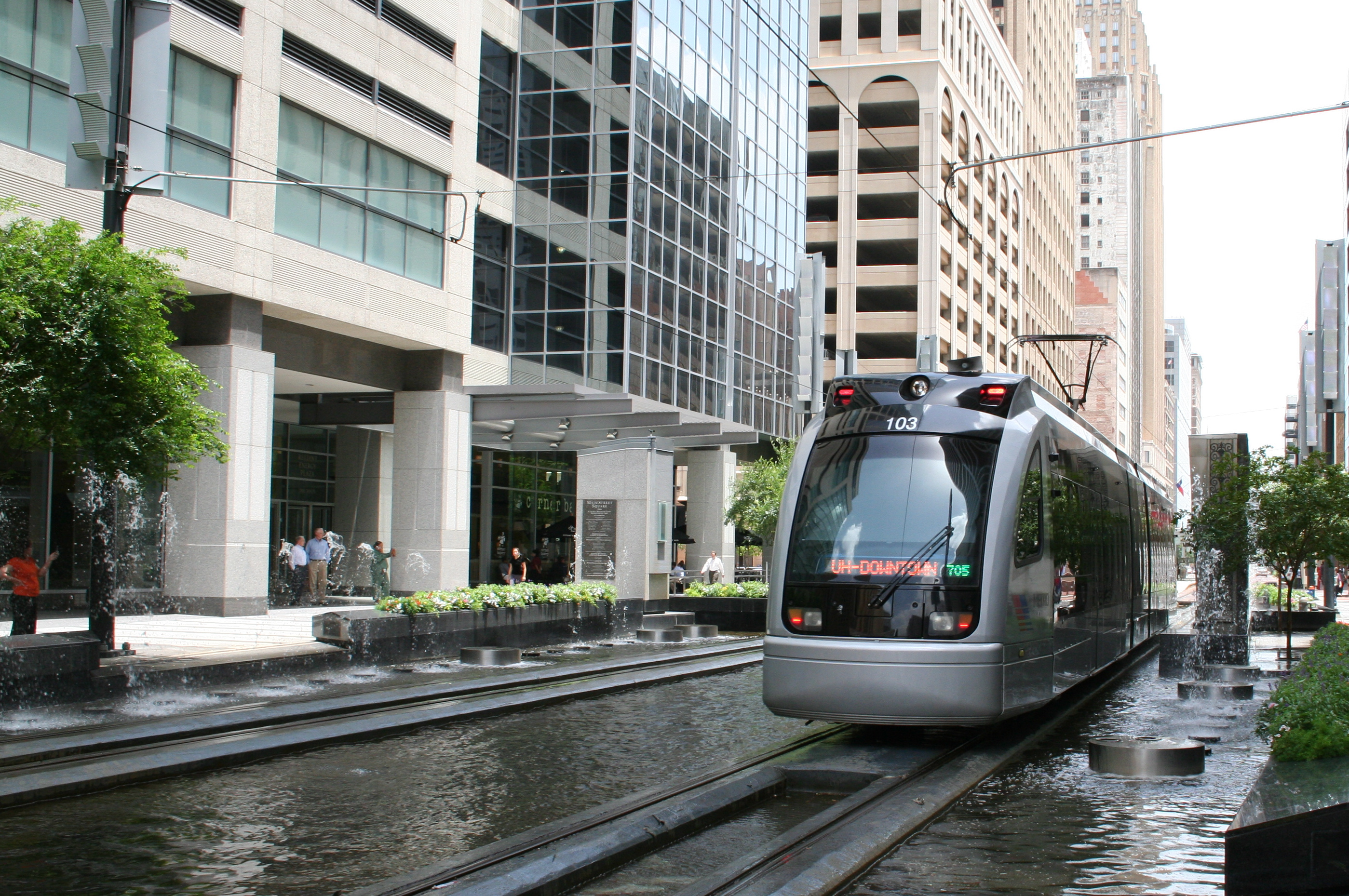
قطار شهری هیوستون: متروریل
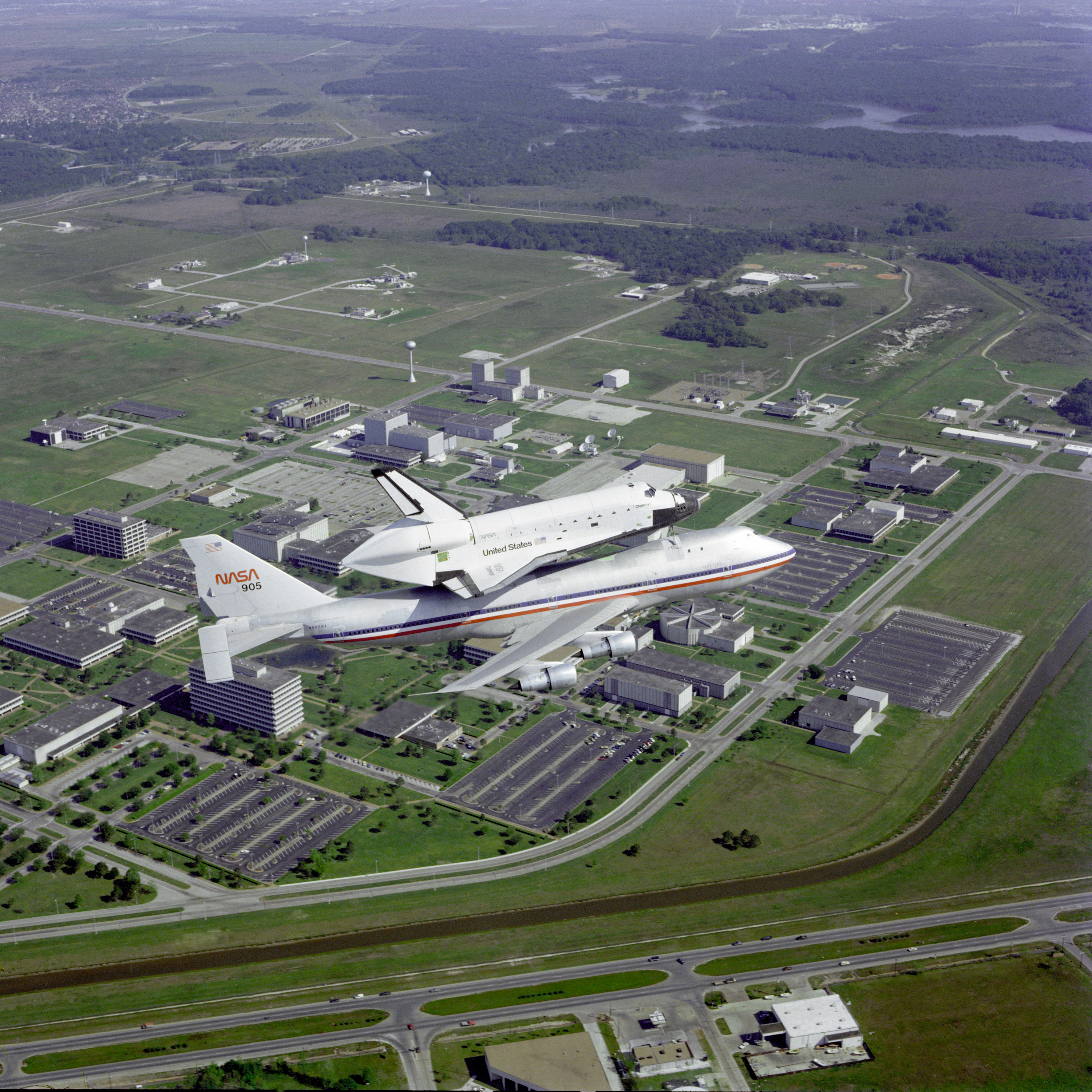
مرکز فضایی جانسون
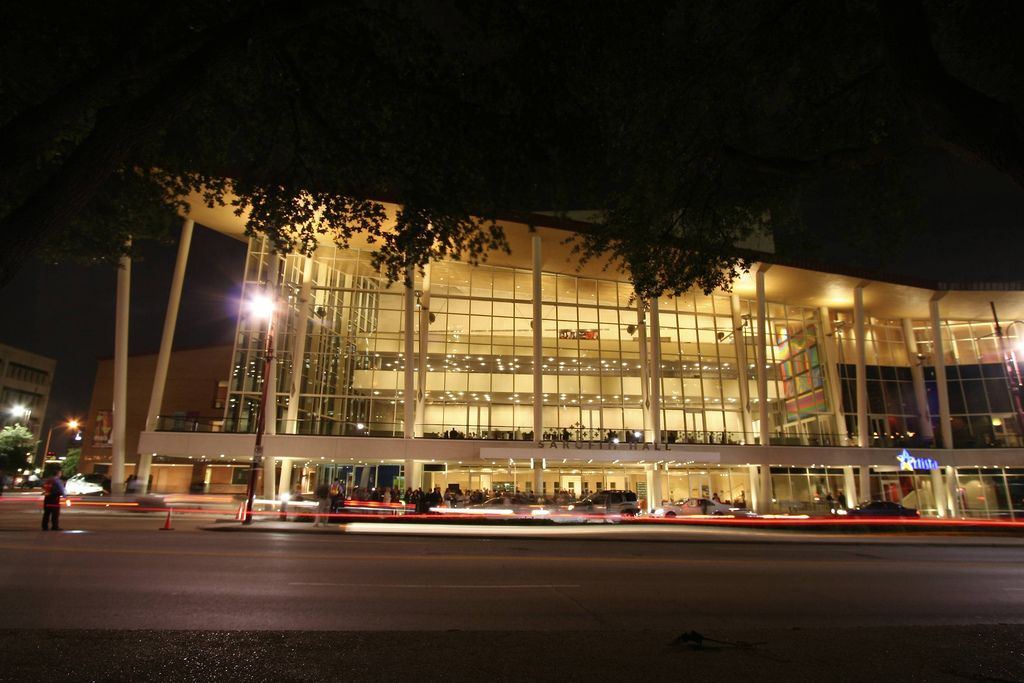
مرکز هنرهای نمایشی هابی اثر معمار بزرگ رابرت استرن
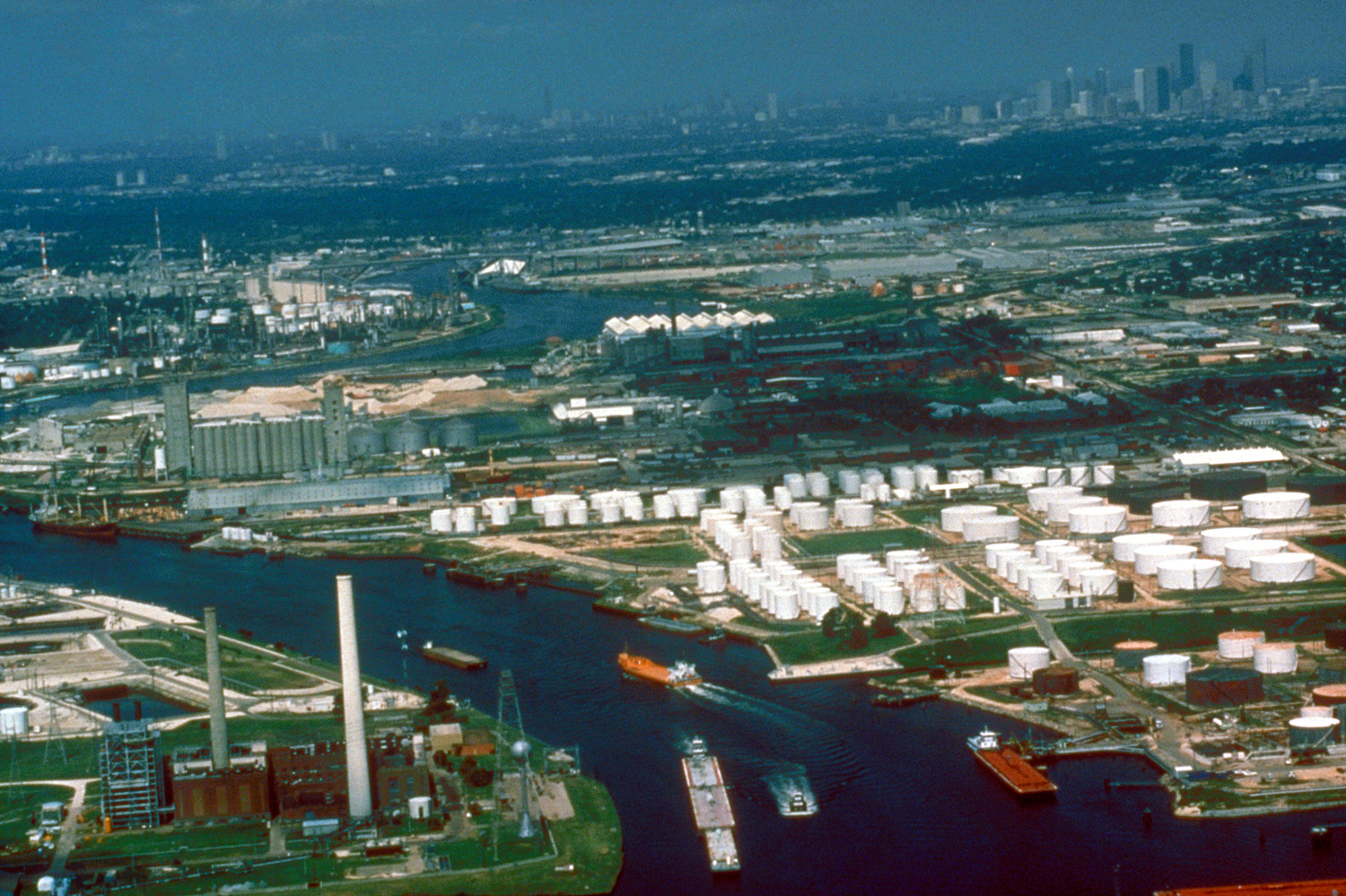
بندرگاه صنعتی هیوستون